# Monaster św. Antoniego w Saint-Laurent-en-Royans
Monaster św. Antoniego – męski klasztor prawosławny w Saint-Laurent-en-Royans, działający w jurysdykcji Greckiej Metropolii Francji Patriarchatu Konstantynopola.
Monaster powstał z inicjatywy metropolity Melecjusza, ówczesnego zwierzchnika Greckiej Metropolii Francji. Wspólnotę założyli mnisi pochodzenia francuskiego z klasztoru Simonopetra na górze Athos, zaś nowy monaster został uznany za filię macierzystego monasteru mnichów. Jeden z mnichów zaprojektował kompleks budynków monasterskich rozlokowanych w dolinie Combe-Laval i wzniesionych w latach 1988–1990. Jarosław i Galina Dobryninowie wykonali dla klasztoru zespół fresków. 